# Територія Апачів
Територія Апачів — вестерн 1958 року.

## Сюжет
Логан, бродяга, їде повз землю Апачі. До нього приєднуються декілька мешканців і невеликий загін солдат, яких переслідують Апачі. Одного за одним солдат вбивають, закінчуються запаси води. Що чекає на героїв?..